# فيرنر مولر (عالم إنسان)
فيرنر مولر (بالألمانية: Werner Müller)‏ هو عالم إنسان ألماني، ولد في 22 مايو 1907 في إميريش آم راين في ألمانيا، وتوفي في 7 مارس 1990 في باد أوراخ في ألمانيا.